# Hills (Minnesota)
Hills es una ciudad ubicada en el condado de Rock en el estado estadounidense de Minnesota. En el Censo de 2010 tenía una población de 686 habitantes y una densidad poblacional de 492,32 personas por km².

## Geografía
Hills se encuentra ubicada en las coordenadas 43°31′31″N 96°21′29″O / 43.52528, -96.35806. Según la Oficina del Censo de los Estados Unidos, Hills tiene una superficie total de 1.39 km², de la cual 1.37 km² corresponden a tierra firme y (1.86%) 0.03 km² es agua.

## Demografía
Según el censo de 2010, había 686 personas residiendo en Hills. La densidad de población era de 492,32 hab./km². De los 686 habitantes, Hills estaba compuesto por el 97.96% blancos, el 0.44% eran afroamericanos, el 0% eran amerindios, el 0.15% eran asiáticos, el 0.15% eran isleños del Pacífico, el 0.29% eran de otras razas y el 1.02% pertenecían a dos o más razas. Del total de la población el 1.02% eran hispanos o latinos de cualquier raza.